# 1991 RB8
1991 RB8 är en asteroid i huvudbältet som upptäcktes den 12 september 1991 av den amerikanske astronomen Henry E. Holt vid Palomarobservatoriet.
Asteroiden har en diameter på ungefär 3 kilometer.